# 福音記者ヨハネ

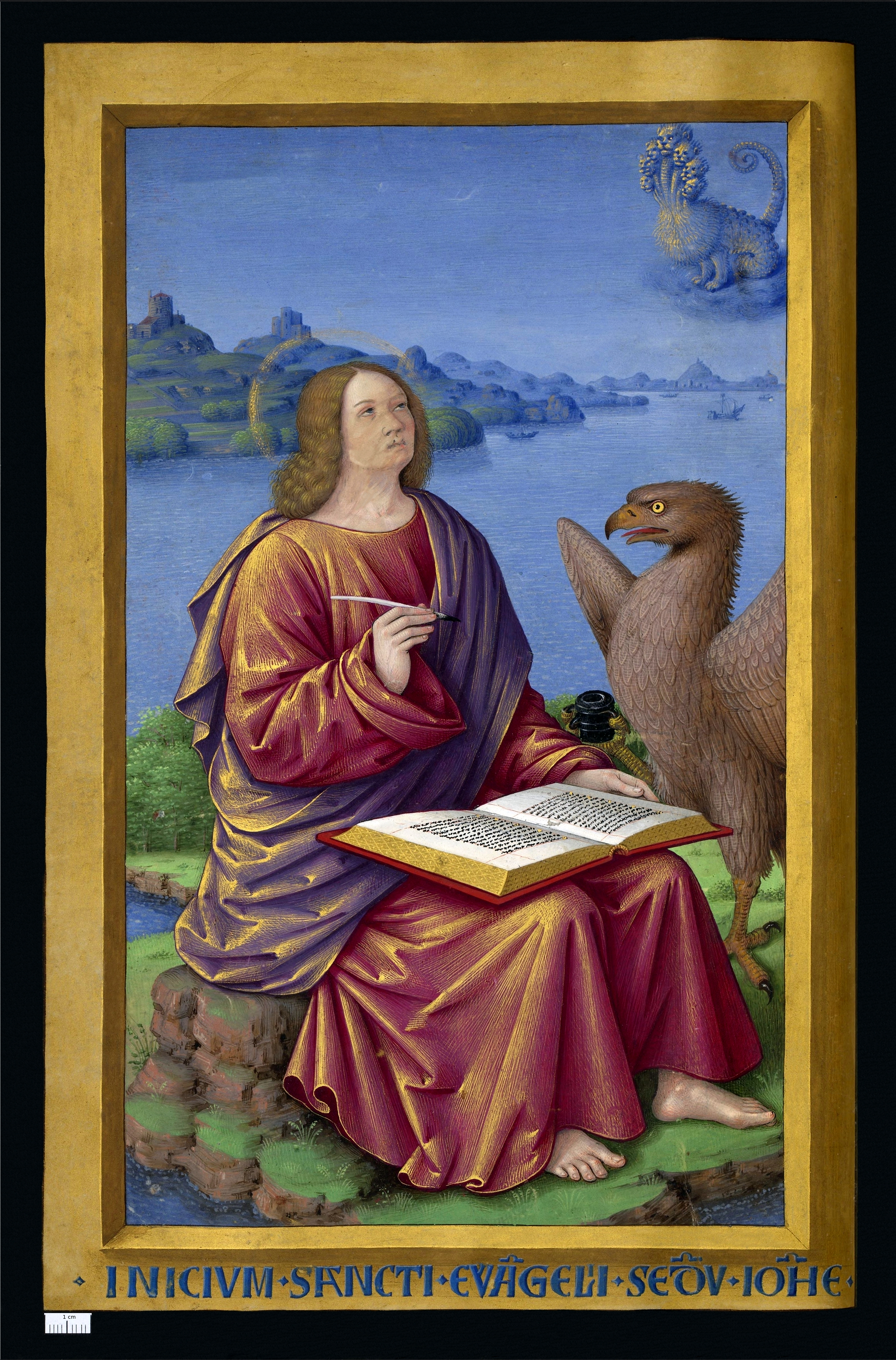
福音記者ヨハネ

福音記者ヨハネ（ふくいんきしゃヨハネ、英語: John the Evangelist）は、ヨハネによる福音書の記者であるヨハネを指し、キリスト教では伝統的に使徒ヨハネ（ゼベダイの子）と同一視されてきた。使徒ヨハネの項を参照のこと。
しかし、高等批評の影響を受けた近代聖書学者で彼らが同一人物であると考える者は少ない。ヨハネ文書の項も参照のこと。